# Hotel Herzklopfen
Hotel Herzklopfen ist die deutsche Adaption der „Kuppelshow“ Hotel Römantiek des belgischen Senders VIER. Gedreht wurden die sechs Folgen September 2017 in Bergün in der Schweiz und ausgestrahlt vom 22. April (Doppelfolge) bis 20. Mai 2018 auf Sat.1.

## Konzept
An einem Urlaubsort wollen die Moderatoren jeweils zwölf Männer und Frauen mit gemeinsamen Spielen und Aufgaben eine Woche lang zur Paarbildung anregen. Pro Tag darf sich ein Paar ohne Kameras und Mikrofone in einer separaten Hütte näher kennenlernen. Die Teilnehmer sind zwischen 63 und 78 Jahren alt. Unter diesen sind vier Frauen verwitwet und sieben geschieden, bei den Männern zwei verwitwet und die übrigen geschieden.

„Liebe ist keine Frage des Alters. Die berührenden aber auch humorvollen Geschichten, die in der belgischen Version von Hotel Römantiek erzählt werden, haben die Besucher auf der MIP verzaubert und mit einer neuen, frischen Erzählform wunderbar unterhalten. Umso glücklicher bin ich, dass wir mit Sat.1 eine deutsche Staffel umsetzen.“

## Kritik
„Ein Format ohne Zynismus im Billigmetier Flirtshow – das ist ja schon mal was..“